# الحروب الرومانية الغالية

غزو الغال في القرنين الرابع والثالث قبل الميلاد

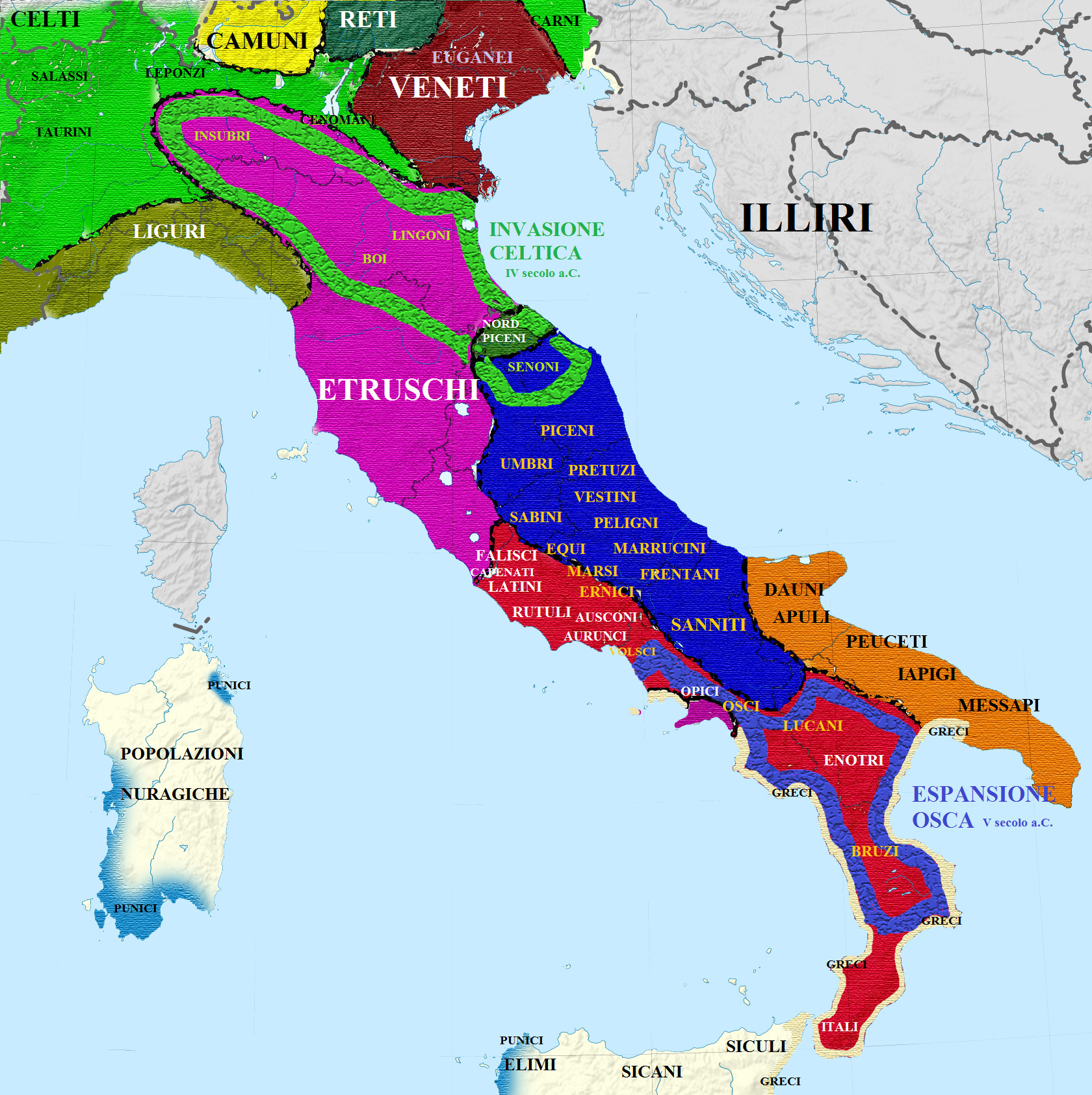
الشعوب في زمن الحرب البيسنتينية 269-267 ق.م

على مدار ما يقرب من أربعة قرون من الزمن، خاضت الامبراطورية الرومانية سلسلة من الحروب ضد القبائل السلتية المختلفة، والتي وصفوها مجتمعة باسم جالي ، أو الغال . من بين الشعوب الغالية الرئيسية التي وصفها الكتاب اليونانيون والرومان بأنهم خصوم، كان السينونيون ، وإنسوبريس ، وبوي ، وغايساتاي .
في أول الحرب دخل الرومان أولاً في صراع مع الغاليين الذين دخلوا إيطاليا من الشمال. استقر بعض هؤلاء الغالين في الأراضي الواقعة جنوب جبال الألب مباشرةً، والتي أصبحت تُعرف باسم الغال الكيزالبيني و تعني "الغال في هذا الجانب من جبال الألب". نهبت الجيوش الغالية، التي ربما كان بعضها يقاتل كمرتزقة في خدمة مدن ماجنا جراسيا ، الأراضي في إتروريا ولاتيوم خلال القرن الرابع، ونهبوا روما الشهيرة حوالي عام 390 قبل الميلاد. 
بعد حروب السامنيين والحروب البونيقية بين قرطاج و روما، حيث قامت قوات الغال في بعض الأحيان بإقامة حلف مشتركة مع أعداء روما، وجد الرومان أنفسهم في سيطرة شبه كاملة على إيطاليا، بما في ذلك بلاد الغال كيسالبينا. وبينما عززوا مكاسبهم، دخلوا في صراع مع قبائل الغال على حدود إمبراطوريتهم المتنامية، ووقعت صراعات لاحقة داخل جبال الألب وخارجها. في القرن الأول قبل الميلاد، أدت حملات قيصر في بلاد الغال إلى وضع معظم أراضي الغال في أوروبا الغربية تحت السيطرة الرومانية. 

## الصراعات السيزالبينية
تشمل الصراعات الكبرى على الجانب الإيطالي من جبال الألب ما يلي:
390  ق.م.: يقود القائد برينوس آل سينون إلى كلوزيوم في إتروريا و ترسل روما جيشًا لطرد السينونيين بعيدًا، وهو الذين فازو في معركة علياء . يقود برينوس رجاله إلى روما، ويدخل المدينة دون مزيد من المعارضة، وينهبها. يغادرون محملين بالغنائم، والتي تم استردادها وفقًا للتقاليد المختلفة عندما هُزم الغال على يد جيش كيريتان ، أو على يد كاميلوس .       